# Heubruchwiesen bei Eschenstruth
Heubruchwiesen bei Eschenstruth este o arie protejată (arie specială de conservare — SAC, sit de importanță comunitară — SCI) din Germania întinsă pe o suprafață de 92,42 ha, integral pe uscat.

## Localizare
Centrul sitului Heubruchwiesen bei Eschenstruth este situat la coordonatele 51°13′57″N 9°38′31″E / 51.2325°N 9.6419°E.

## Înființare
Situl Heubruchwiesen bei Eschenstruth a fost declarat sit de importanță comunitară în noiembrie 2004 pentru a proteja 3 specii de animale. Situl a fost protejat și ca arie specială de conservare în martie 2008.

## Biodiversitate
Situată în ecoregiunea continentală, aria protejată conține 4 habitate naturale: Formațiuni ierboase bogate în specii de Nardus, dezvoltate pe substraturi silicioase în zone montane (și în zone submontane, în Europa continentală), Fânețe de joasă altitudine (Alopecurus pratensis, Sanguisorba officinalis), Păduri de fag Luzulo-Fagetum, Păduri aluvionare cu Alnus glutinosa și Fraxinus excelsior (Alno-Padion, Alnion incanae, Salicion albae).
La baza desemnării sitului se află mai multe specii protejate:
- păsări (1): sfrâncioc roșiatic (Lanius collurio)
- amfibieni (1): triton cu creastă (Triturus cristatus)
- nevertebrate (1): phengaris nausithous (Maculinea nausithous)

Pe lângă speciile protejate, pe teritoriul sitului au mai fost identificate 7 specii de plante, 1 specie de amfibieni, 5 specii de nevertebrate.